# Ribamontán al Monte
Ribamontán al Monte is een gemeente in de Spaanse provincie Cantabrië in de regio Cantabrië met een oppervlakte van 42 km². Ribamontán al Monte telt 2.231 inwoners (1 januari 2016).

## Demografische ontwikkeling
Bron: INE; 1857-2011: volkstellingen